# Tô Trinh Xương
Tô Trinh Xương (tiếng Trung: 蘇貞昌; bính âm: Sū Zhēnchāng; Bạch thoại tự: So͘ Cheng-chhiong; sinh ngày 28 tháng 7 năm 1947) là một chính trị gia người Đài Loan. Ông là chủ tịch của Đảng Tiến bộ Dân chủ từ năm 2012 đến 2014. Xương từng là Thủ tướng của Trung Hoa Dân Quốc từ năm 2006 đến 2007 và một lần nữa kể từ tháng 1 năm 2019 và là Tham mưu trưởng cho tổng thống Trần Thủy Biển năm 2004.
Xương tích cực vận động cho đề cử tổng thống DPP năm 2008, nhưng đứng thứ hai sau Tạ Trường Đình. Xương cuối cùng đã hợp tác với Đình, với tư cách là ứng cử viên phó tổng thống; DPP thua về Quốc dân Đảng của Mã Anh Cửu và Tiêu Vạn Trường. Xương đã chạy đua vào Thị trưởng thành phố Đài Bắc vào tháng 11 năm 2010, nhưng đã thua cuộc với Hậu Lũng đương nhiệm với tỷ lệ 12 điểm. Xương đã vận động cho ứng cử viên tổng thống năm 2012 của DPP vào năm 2011, nhưng đã thua Thái Anh Văn bởi một biên độ rất hẹp. Sau khi mất Thái cho Mã Anh Cửu, Xương đã được bầu để kế nhiệm Thái làm chủ tịch DPP vào năm 2012.
Xương cùng với các chính trị gia Lữ Tú Liên, Tạ Trường Đình và Du Tích Khôn được gọi chung là "Tứ đại của Đảng Tiến bộ Dân chủ". Xương có biệt danh là "hỏa cầu" (火球) bởi các cử tri Đài Loan và Đảng Tiến bộ Dân chủ, một biệt danh mà ông kiếm được trong những năm 1980 vì cách tiếp cận lôi cuốn của ông trong chiến dịch đi tranh cử trong mùa bầu cử, ngoài việc là một tài liệu tham khảo tình cảm cho ông Xương.
Ông là nhiếp chính được bầu của quận Bình Đông trong giai đoạn 1989 - 1994 và quận Đài Bắc trong hai giai đoạn 1997 - 2004. Cuộc bầu cử đầu tiên của ông với tư cách là một nhiếp chính Đài Bắc được hỗ trợ bởi sự chia rẽ giữa Đảng mới và Quốc dân đảng. Trong các cuộc bầu cử tiếp theo, ông đã được bầu với sự khác biệt lớn về số phiếu mặc dù liên minh màu xanh da trời có thể đưa ra một ứng cử viên đại diện cho cả hai đảng. Xương là tổng thư ký của Văn phòng Tổng thống Trung Hoa Dân quốc (Đài Loan) năm 2004 - 2005 dưới sự lãnh đạo của ngài Tổng thống Trần Thủy Biển. Tổng thống Biển, người xuất hiện với tư cách là Chủ tịch của bên DPP đã giành chiến thắng trong cuộc bầu cử quốc hội trong cuộc bầu cử năm 2004. Ông đã chọn Xương làm Chủ tịch thứ 10 của Đảng Tiến bộ Dân chủ. Sau thất bại của đảng trong cuộc bầu cử khu vực vào tháng 12 năm 2005, Xương sau đó đã từ chức để chịu trách nhiệm về thất bại.
Sau đó, Xương được bổ nhiệm làm thủ tướng mới thay thế Tạ Trường Đình vào ngày 19 tháng 1 năm 2006 và tuyên thệ, cùng với nội các của mình vào ngày 25 tháng 1 năm 2006. Xương được xem là ứng cử viên cho đề cử PPD trong cuộc bầu cử tổng thống năm 2008. Kết hôn với Chiêm Tú Linh (詹秀齡) đã sinh ba cô con gái.
Vào ngày 12 tháng 5 năm 2007, Xương đã từ chức vị trí Thủ tướng Đài Loan sau khi đảng của ông bầu Tạ Trường Đình làm ứng cử viên tổng thống cho cuộc tổng tuyển cử sắp tới. Sự từ chức của ông làm ngạc nhiên tất cả các bên ở Đài Loan. Xương là thủ tướng thứ năm từ chức miễn là Chen đã cầm quyền từ năm 2000. Xương đã từ chức chưa đầy một tuần sau khi Đảng Tiến bộ Dân chủ tuyên bố ứng cử viên tổng thống cho cuộc bầu cử năm 2008. Ông đã bị cựu Thị trưởng Cao Hùng Tạ Trường Đình đánh bại với tư cách là ứng cử viên tổng thống cho Đảng Tiến bộ Dân chủ.